# Taftalidže shuffle
Taftalidže shuffle (срп. Тафталиџе шафл) је шести соло албум македонског гитаристе Влатка Стефановског. Албум је назван по кварту Тафталиџе код Скопља. Рађен је у стилу музике 1970-их година. Садржи девет песама и изашао је у издању Кроација рекордса.

## О албуму
На снимању овог албума, поред редовних чланова бенда, учествовали су Влатков син Јан Стефановски и Иван Кукић, као и најтраженији музичари из региона међу којима су Теодоси Спасов, Тихомир Поп Асановић, Матија Дедић, Васил Хаџиманов и Кирил Џајковски.
Први сингл са овог албума је песма Огледало за који је урађен lyrics спот.

## Листа песама
| №  | Назив                           | Трајање |  |
| 1. | Taftalidže shuffle              | 3:10    |  |
| 2. | Funky junkie                    | 3:28    |  |
| 3. | Игранка                         | 3:46    |  |
| 4. | Гаража                          | 5:00    |  |
| 5. | Global warming - local freezing | 3:42    |  |
| 6. | Огледало                        | 4:55    |  |
| 7. | Немам песна за тебе             | 3:40    |  |
| 8. | Раскрсница                      | 4:31    |  |
| 9. | Дијаспора                       | 5:00    |  |

## Топ листе

### Недељна листа
| Назив листе | Највиша позиција |
| ----------- | ---------------- |
| ХР топ 40   | 1                |

| Назив листе | Највиша позиција |
| ----------- | ---------------- |
| ХР топ 40   | 5                |

### Месечна листа
| Назив листе | Највиша позиција |
| ----------- | ---------------- |
| ХДУ         | 5                |

### Полугодишња листа
| Назив листе | Највиша позиција |
| ----------- | ---------------- |
| ХДУ         | 8                |

## Турнеја
Албум је промовисан у Београду, Загребу, Бечу, Врсару, Сплиту, Супетару, Шибенику, Трогиру, Палићу, Осијеку, Панчеву и другим местима.